# Ligue d’AOF de Football
Die Ligue d’AOF de Football war ein Fußballverband in der französischen Kolonialföderation Französisch-Westafrika, zu der die Kolonien Senegal, Französisch-Sudan (heutiges Mali), Obervolta (heutiges Burkina Faso), Niger, Mauretanien, Guinea, Kolonie Dahomey (heutiges Benin), die Elfenbeinküste und das nicht zur Föderation gehörende Mandatsgebiet Französisch-Togo (heutiges Togo).

## Geschichte
In der Zwischenkriegszeit wurde der Fußball neben anderen Sportarten von der Commission Permanente du Sport unter Hauptmann Tricoire organisiert, die aber auf das Gebiet Dakars, der damaligen Hauptstadt der Föderation beschränkt war. Während des Zweiten Weltkriegs, zur Zeit des Vichy-Regimes, wurde das Comité Fédéral des Sports geschaffen, das nun das gesamte Territorium Französisch-Westafrikas umfasste. Wegen interner Unstimmigkeiten gründeten die Fußballverantwortlichen eine eigene Organisation, die Ligue d’AOF de Football.
Die Gründungsversammlung fand am 31. März 1946 im Rathaus von Dakar unter Vorsitz des aus dem Mutterland stammenden Schiedsrichters Barat statt. Weitere Anwesende waren die Vereinsvertreter Marcouf (Yoff), Huart (ASC Jeanne d’Arc), Sherer (US Bata), Alpha Touré (US Africaine), Joseph Gomis (Foyer France Sénégal), Lothaire (US Gorée), Moctar Sabara (Espérance Rufisque), Amadou Gueye (USI Dakar), Kaba Almamy (Étoile du Sud), Correa, Leconte (Club Nautique Dakar), Durand (UST Dakar), Fournier, Strebler, William und Clanet.
Nachdem der neue Verband von den lokalen Behörden anerkannt wurde, wurde das Programm für die Saison 1946/47 festgelegt; die Stadtmeisterschaft von Dakar und die Coupe Croix Rouge. Nachdem der Verband des Mutterlandes, die Fédération Française de Football, einen Pokal gestiftet hatte, wurde im Frühjahr ein neuer Pokalwettbewerb geschaffen, der zunächst als Coupe du Sénégal konzipiert war, aber in seinem Verlaufe zu einem Wettbewerb für die gesamte Kolonialföderation umgetauft wurde; Coupe d’AOF.
Von 1948 bis zur Auflösung 1960, dem Jahr der Unabhängigkeit der meisten Kolonien, war Joseph Gomis Verbandspräsident. Anfang der 1950er-Jahre wurde der Verband Mitglied der Fédération Française de Football.

## Nachweise
Bocar Ly: Foot-ball. Histoire de la Coupe d’A.O.F. NEAS, Dakar 1990, ISBN 2-7236-1072-1, S. 6f